# Дженні Даунхем
Дже́нні Да́унхем (англ. Jenny Downham) — британська письменниця і актриса. Автор двох романів, за один з яких номінувалася на отримання кількох літературних нагород і отримала Branford Boase Award у 2008 році.

## Біографія
Народилася в Гартфордширі 1964 року. Була молодшою з чотирьох дітей своїх батьків. Мати-одиначка, нині живе в Лондоні з двома синами.
Багато років Дженні грала в трупі аматорського театру в Лондоні, виступаючи перед непростими лондонськими підлітками. За допомогою імпровізацій вони розповідали історії юним глядачам у в'язницях, лікарнях, колоніях для малолітніх злочинців, молодіжних клубах, неблагополучних районах та реабілітаційних клініках для наркоманів.
Так вона пропрацювала сім років і покинула імпровізований театр в 1999 році, коли старшому синові було чотири роки і за шість тижнів до народження другого сина.
Вирішивши, що, подорожувати з двома дітьми по гастролях — це складно, Дженні довелося залишити сцену і почати писати книги.
1998 року Дженні Даунхем виконала роль Анни, дружини Ральфа, в фільмі Безіл.

## Фільмографія
- Безіл (Basil) — 1998р; — Анна, дружина Ральфа

## Титули, нагороди та премії
- 2007 — Guardian Award
- 2008 — Carnegie Medal
- 2008 — Lancashire Children's Book of the Year
- 2008 — Branford Boase Award
- 2008 — Lancashire Children's Book of the Year
- 2008 — Carnegie Medal
- 2008 — Booktrust Teenage Prize